# Titidius caninde
Titidius caninde är en spindelart som beskrevs av Esmerio och Arno Antonio Lise 1996. Titidius caninde ingår i släktet Titidius och familjen krabbspindlar. Inga underarter finns listade i Catalogue of Life.